# Helsa
Helsa é um município da Alemanha, situado no distrito de Kassel, no estado de Hesse. Tem 25,77 km² de área, e sua população em 2019 foi estimada em 5.674 habitantes.